# Lago Ontário

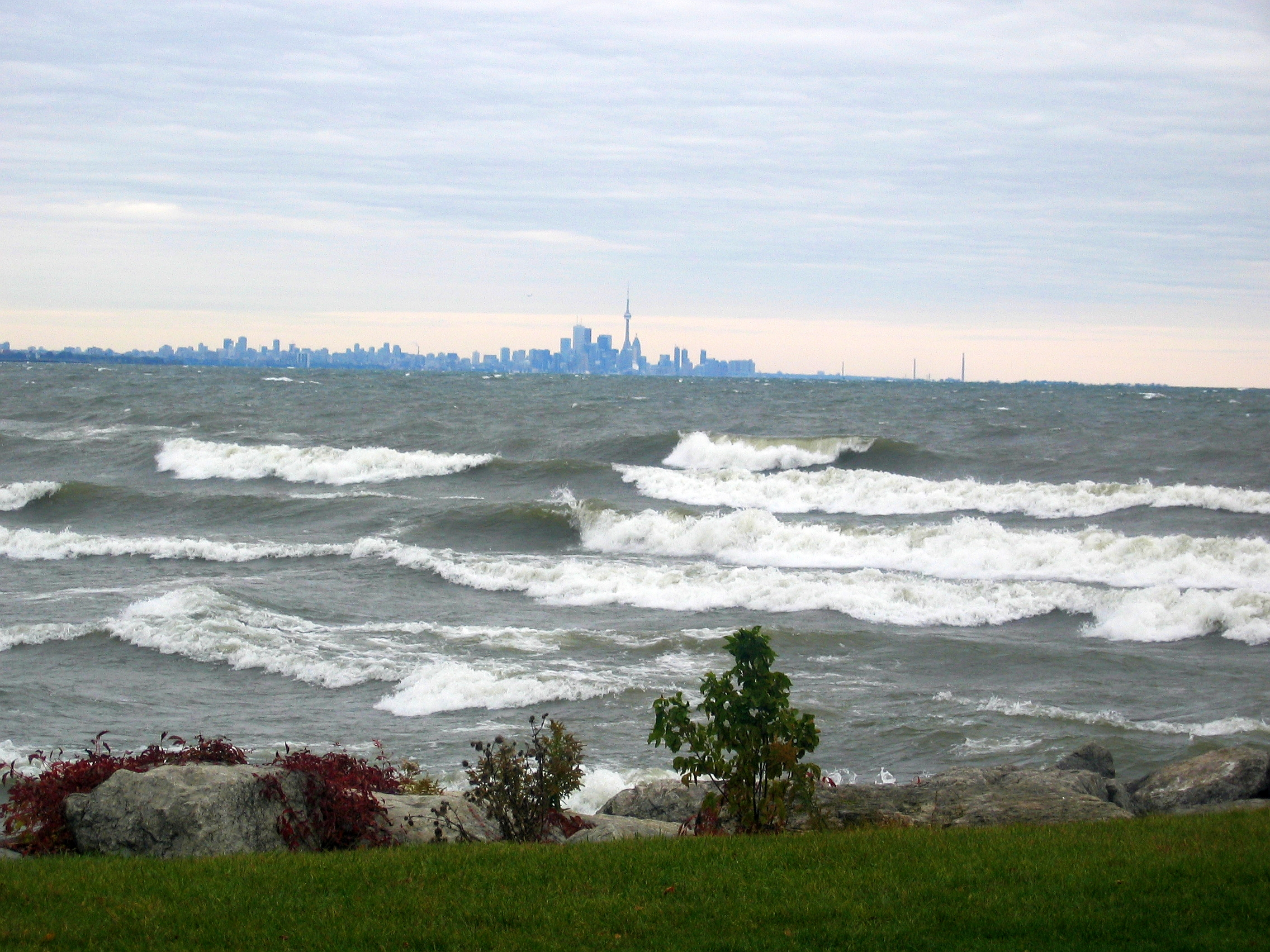
Vista de Toronto a partir de Ontário, com o lago no meio.

O lago Ontário (inglês: Lake Ontario) é um dos cinco grandes lagos da América do Norte, o menor em extensão territorial, com 18 960 km², embora o lago Erie seja o menor em volume. O lago Ontário também é o lago mais oriental dos cinco grandes lagos. As cidades mais importantes às margens do lago Ontário são Toronto, no Canadá, e Rochester nos Estados Unidos. Limita-se ao norte com a província canadense de Ontário e ao sul com o estado americano de Nova Iorque.

## Geografia
Lago Ontário é o mais oriental dos grandes lagos e o menor em área de superfície (18 960 Km²), embora exceda o lago Erie no volume (1 639 km³). É o 12° maior lago do mundo. Quando suas ilhas estão incluídas, o lago tem uma linha costeira de 1 146 km de comprimento. Como o último lago em cadeia hidrológica dos grandes lagos, o lago Ontário tem a menor média de elevação da superfície (74 m), está a noventa e nove metros acima do nível do mar, é mais baixo do que o seu vizinho o lago Erie. O seu comprimento máximo é de 193 milhas terrestres (311 km; 168 milhas náuticas) e sua largura máxima é de 53 milhas terrestres (85 km; 46 milhas náuticas). A profundidade média do lago é de 86 m, com uma profundidade máxima de 244 m.
A nascente primária do lago é o rio Niagara, drenando água do lago Erie. A drenagem da bacia abrange 64 030 km². Tal como acontece com todos os grandes lagos, os níveis de água mudam constantemente no período do ano (devido a mudanças sazonais na entrada de água) e entre anos (devido ao longo prazo de tendências na precipitação). Estas flutuações do nível das águas são parte integrante da ecologia do lago, produz e mantem extensas zonas húmidas. O lago também é uma fonte importante de pesca de água doce, embora esta tenha sido afetada negativamente por vários fatores, incluindo a pesca excessiva, a poluição da água e espécies invasoras.

## Geologia
A bacia do lago foi esculpida por rochas de gelo da camada de gelo de Wisconsin durante a última era do gelo. A ação do gelo ocorreu ao longo do período pré-glacial no vale Ontário, sobre o rio que tinha aproximadamente a mesma orientação que a bacia de hoje. O litoral criado durante esta fase, pode ser facilmente reconhecida pelas praias (hoje secas) e os montes de ondas de corte de 15 a 40 km presentes na costa. Quando o gelo finalmente baixou, a saída estava abaixo do nível do mar, e por um curto período de tempo o lago tornou-se uma baía do oceano atlântico. Aos poucos, a terra se recupera a partir do peso de cerca de 2 000 m de gelo que tinham sido empilhados sobre ele. Ainda hoje o lago ainda está a se recuperar, cerca de 30 cm por século. Isto significa que o leito do lago é gradualmente inclinando para o sul, inundando a costa sul e transformando vales de rios em baías. As costas norte e sul sofre erosão na costa e com o efeito da inclinação, acabam por amplificar o efeito na margem sul.